# Miyuki-chan in Wonderland
Miyuki-chan in Wonderland (不思議の国の美幸ちゃん, Fushigi no Kuni no Miyuki-chan), Miyuki-chan no País das Maravilhas (tradução) é um manga de único volume inspirado no romance infantil Alice no País das Maravilhas, de Lewis Carroll, é uma comédia yuri escrito e ilustrado pelo grupo Clamp, um time de mulheres artistas mangakas formado por Satsuki Igarashi, Mokona, Tsubaki Nekoi e Nanase Ohkawa. A história é focada numa menina japonesa do colegial, que se encontra envolvida em vários mundos povoados por mulheres que a consideram atraente.
Miyuki-chan no País das Maravilhas apareceu como uma série na revista Newtype de 1993 até 1995. A Kadokawa Shoten reuniu os sete capítulos em um volume encadernado e publicou em setembro de 1995. Embora o conceito de Miyuki-chan no País das Maravilhas tenha sido inicialmente imaginado como o primeiro capítulo pela escritora Ohkawa, a equipe continuou a escrever pela diversão que proporcionava. Um álbum de imagens e uma adaptação original em animação de vídeo dos dois primeiros capítulos foram lançados em 1995.
O manga recebeu uma série de reações críticas, desde elogios como um entretenimento fofo até as negativas como o pior trabalho de Clamp. Miyuki-chan fez aparições em outras obras de Clamp: o videoclipe Clamp in Wonderland (1994), Clamp School Detectives (1997) e a série de mangá de fantasia Tsubasa: Reservoir Chronicle (2003–2009). A Viz Media adquiriu os direitos do mangá e o publicou digitalmente em 24 de setembro de 2014.

## Trama
O mangá consiste em sete capítulos independentes ligados entre si pela protagonista homônimo.
- "Miyuki-chan in Wonderland (不思議の国の美幸ちゃん, Fushigi no Kuni no Miyuki-chan): Enquanto corria para a escola, Miyuki vê uma coelhinha playboy andando de skate e cai no buraco de coelho que apareceu de repente. Miyuki conhece várias mulheres que a acham atraente, em pânico, acorda do seu sonho. Mas, enquanto corria para a escola, a mulher de skate passa por ela de novo.
- "Miyuki-chan in Looking Glass Land" (鏡の国の美幸ちゃん, Kagami no Kuni no Miyuki-chan): Enquanto penteava seu cabelo em frente do espelho, Miyuki se vê sendo beijada por seu próprio reflexo e puxada para dentro do espelho, onde conhece várias mulheres que a acham atraente. Fugindo delas, ela eventualmente volta pro seu quarto.
- "Miyuki-chan in TV Land" (テレビの中の美幸ちゃん, Terebi no Naka no Miyuki-chan): Miyuki acorda e percebe que dormiu demais e perdeu a transmissão televisiva do filme Barbarella (1968). Ela é teletransportada para dentro da televisão por um par de pernas. Fugindo de mulheres que a consideram atraente, Miyuki acorda para ver de novo o par de pernas emergindo da televisão.
- "Miyuki-chan in Part-Time Job Land" (バイトの国の美幸ちゃん, Baito no Kuni no Miyuki-chan): Correndo para o seu trabalho numa lanchonete, Miyuki se vê num ringue de boxing, em que ela se envolve num luta contra os funcionários da lanchonete. Ela tenta fugir, só para ser pega e explodida. Ela acorda, tendo batido a cabeça na porta dos funcionários, e entra para ver o mesmo ringue de boxing.
- "Miyuki-chan in Mah-Jongg Land" (麻雀の国の美幸ちゃん, Mājan no Kuni no Miyuki-chan): Miyuki lê um quadrinho sobre mah-jongg, Quando três jogadoras de mah-jongg aparecem para jogarem strip mah-jongg com ela. Uma delas se revela ser a "Mah-Jongg Girl", uma super heroina, e com a derrota dela, Miyuki toma seu lugar. Eventualmente ela desperta.
- "Miyuki-chan in Video Game Land" (ゲームの国の美幸ちゃん, Gēmu no Kuni no Miyuki-chan): Depois de falhar em completar um video game, Miyuki aceita a oferta do jogo para assumir a heroina e é teletransportada dentro do videogame, onde conhece mulheres que se sentem atraídas por ela. No entanto, Miyuki, morre dentro do jogo e o mesmo menu aparece de novo.
- "Miyuki-chan in X land" (X(エックス)の国の美幸ちゃん, X no Kuni no Miyuki-chan): Enquanto assistia X na sala do cinema, Miyuki é sugada para dentro do filme, onde os personagens a acham atraente. Ela acorda na sala para descobrir que agora é a protagonista substituta, pro seu shock.

## Desenvolvimento
O manga foi criado pela equipe de artistas de mangá Clamp.  Ohkawa concebeu o conceito de Miyuki-chan in Wonderland, que deveria servir como o primeiro capítulo.  A equipe, no entanto, decidiu continuar, pois Ohkawa e Mokona gostaram da história e de ilustrar os personagens.  A protagonista foi ilustrada com seu uniforme escolar, pois isso proporcionou à equipe mais oportunidades fan service durante as cenas de ação.  Em retrospectiva, a equipe sentiu que o mangá funcionou como uma vitrine para os "designs de personagens femininas e sensuais" de Mokona, escrevendo: "Foi divertido, mas um pouco hentai ." 

## Mídia

### Mangá
Os sete capítulos do mangá apareceram como uma série na revista de mangá Newtype de 1993 a 1995.  A Kadokawa Shoten publicou os capítulos em um volume encadernado em 10 de setembro de 1995 e o relançou em 1º de maio de 2001. 

### OVA
A adaptação do original em animação de vídeo (OVA) foi dirigido por Seiko Sayama e Mamoru Hamazu, só dois dos primeiros capítulos do mangá foram lançada pela Sony Music Entertainment no dia 21 de junho de 1995.   Foi produzido pela Animate Film, com Toshiyuki Honda como compositor, Tetsuro Aoki como designer e  Ohkawa escreveu o roteiro.  A ADV Films licenciou o OVA para um lançamento na Região 1,  e publicou-o em maio de 2002. 

### Outro
A Sony Music Entertainment lançou um álbum de imagens baseado em Miyuki-chan no País das Maravilhas no dia 1º de abril de 1995.